# Planaria lineata
Planaria lineata är en djurart som tillhör fylumet slemmaskar, och. Planaria lineata ingår i släktet Planaria, fylumet slemmaskar och riket djur. Inga underarter finns listade i Catalogue of Life.